# كوستا بيدوف
كوستا بيدوف هو لاعب كرة قدم صربي وكرواتي في مركز الهجوم، ولد في 10 مايو 1986 في كنين في كرواتيا. لعب مع سلايما واندريرز ونادي تشوكاريتشكي ونادي شانغهاي إس آي بي جي ونادي كوشيتسه.

## وصلات خارجية
- كوستا بيدوف على موقع Soccerway.com (الإنجليزية)